# Alberto Chú Rubio
Luis Alberto Chú Rubio (Chimbote, 7 de septiembre de 1954) fue un médico cirujano y político peruano. Ejerció como congresista de la república en el periodo 1995-2000 y como diputado por Áncash desde 1990 hasta 1992.

## Biografía
Nació en la ciudad de Chimbote, ubicado en Áncash en Perú, el 7 de septiembre de 1954. Fue hijo de Benito Chú Castro, proveniente de la inmigración japonesa en el Perú, y de Graciela Rubio Oliva.
Sus estudios secundarios los efectuó en el Politécnico Nacional del Santa. Fue profesor universitario y uno de los gestores de la Universidad San Pedro de Chimbote.
Tiene un postgrado de Liderazgo Cristiano en la Universidad de Regent, en Virginia (Estados Unidos) y también tiene estudios de Medicina.
Como médico cirujano, ha laborado en el programa de Lucha contra las Drogas y el Sida del Ministerio de Salud.

## Trayectoria política
Fue integrante de Acción Popular, partido político fundado por el expresidente Fernando Belaúnde Terry, y se desempeñó como secretario general en la región Áncash.

### Diputado por Áncash
Se inició en la política como candidato a la Cámara de Diputados en representación del departamento de Áncash por el Frente Democrático (FREDEMO) en las elecciones parlamentarias de 1990 y logró ser elegido para el periodo 1990-1995 con 12,985 votos.
En la noche del 5 de abril de 1992, mientras ejercía sus labores como parlamentario, su cargo fue disuelto debido al autogolpe de estado decretado por el presidente Alberto Fujimori.

### Congresista de la República
Para las elecciones generales de 1995, regresó a la política como miembro de la alianza CODE-País Posible liderado por Alejandro Toledo como candidato presidencial y Chú Rubio postuló al Congreso de la República, resultando elegido con 6,866 votos para el periodo parlamentario 1995-2000.
Se alejó luego de CODE-País Posible para pasarse a la bancada del Frente Independiente Moralizador. Finalmente, decidió mantenerse como independiente. En este periodo, generó polémica cuando durante la votación del referéndum de 1998 que tenía como objetivo negar la posibilidad de que Alberto Fujimori intentara reelegirse para un tercer mandato, Chú Rubio no estuvo presente junto a otros parlamentarios y se desapareció en una semana. Esto daría sospechas de que Vladimiro Montesinos compraba políticos en el Servicio de Inteligencia Nacional.
Luego de culminar su periodo y tras estar alejado de la política, volvió a postular al Congreso de la República por el Frente Popular Agrícola del Perú (FREPAP) representando a su natal Áncash. Terminando las elecciones, no logró ser elegido.

## Controversias
Debido a su controvertida ausencia durante la votación del referéndum en el Congreso de la República en el año 1998, Alberto Chú fue luego investigado en el año 2001 por una comisión especial presidida por el congresista aprista Jorge del Castillo y negó que su ausencia fuera acordada para frustrar el referéndum. Sin embargo, Vladimiro Montesinos terminaría confirmando haber realizado pagos a Chú y que esto se coordinó en el Servicio de Inteligencia Nacional junto con el congresista fujimorista Víctor Joy Way.